# Toon van Vliet
Antonis „Toon“ van Vliet (* 20. Juni 1922 in Rotterdam; † 5. November 1975 in Heemstede) war ein niederländischer Jazz-Saxophonist (Tenorsaxophon).
In den 1950er Jahren spielte er im Sextett von Wessel Ilcken und von dessen Frau Rita Reys  (die im Scheherezade in Amsterdam spielten) und bei den „Ramblers“, aber auch in einem All Star Quintet mit Cab Kaye und Rob Pronk.  In den 1960er Jahren war er in der Saxophon-Sektion der Bigband von Boy Edgar, der auch Harry Verbeke, Piet Noordijk, Theo Loevendie und Herman Schoonderwalt angehörten.
Toon van Vliet ist auch auf der ersten LP zu hören, die überhaupt mit niederländischem Jazz aufgenommen wurde, einer Aufnahme aus dem Rembrandt-Theater in Eindhoven vom 21. Mai 1953 „Jazz at the Kurhaus“ (mit Nedly Elstak und den Saxophonisten Tony Vos und Jos van Heuverzwijn). Er spielt auch auf den frühen Philips-Aufnahmen von niederländischem Modern Jazz „Jazz behind the Dykes“ (1956/7). 